# Milan Fukal
Milan Fukal (16 de maio de 1972) é um ex-futebolista profissional tcheco que atuava como defensor.

## Carreira
Milan Fukal representou a Seleção Checa de Futebol, na Eurocopa de 2000. 